# Coniazione Judaea capta
La coniazione Judaea capta si riferisce a una serie di monete commemorative emesse in origine dall'imperatore romano Vespasiano per celebrare la sottomissione della Giudea e la distruzione del Secondo Tempio da parte del figlio Tito nel 70, durante la Prima guerra giudaica. Queste monete fanno parte della monetazione dei Flavi.
Ci sono diverse varianti di questa coniazione. Alcune monete mostrano al rovescio una donna (che rappresenta Gerusalemme?) seduta in atteggiamento di lutto, alla base di una palma. 
Assieme in alcune varianti è raffigurato un prigioniero con barba in piedi sulla sinistra, con le mani legate dietro la schiena e in altre la figura in piedi dell'imperatore vittorioso, in altre la dea Vittoria, con un tropaion di armi, scudi, ed elmi.
Le monete Judaea capta furono coniate per 25 anni sotto Vespasiano e sotto i suoi due figli, Tito e Domiziano. Queste monete commemorative furono emesse in bronzo, argento e oro, in varie zecche, a Roma, nell'impero, e nella stessa Giudea. Furono emesse in ogni denominazione e sono note almeno 48 tipi differenti.
Monete di bronzo del gruppo 'Judaea capta' furono coniate a Caesarea, nella Giudea romana. Queste monete hanno un'esecuzione meno accurata delle emissioni battute a Roma e le legende sono in greco anziché in latino. È raffigurata la dea Nike che scrive su uno scudo, Minerva con lancia, scudo, trofeo e albero di palma, etc. La maggior parte di queste monete furono emesse sotto Domiziano (81-96).
Inoltre una moneta del gruppo 'Judaea capta' fu coniata sotto Agrippa II, il bis-nipote di Erode il Grande. Cresciuto a Roma alla corte di Claudio, Agrippa era completamente romanizzato; era amico di Tito e l'aveva sostenuto durante la rivolta giudaica. La sua moneta di bronzo fu coniata a Tiberiade e mostra il ritratto di Tito al dritto con la legenda greca 'ΚΑΙΣΑΡ ΣΕΒΑΣ ΑΥΤΟΚΡ ΤΙΤΟΣ', mentre al rovescio è raffigurata la dea Nike che avanza a destra tenendo una corona e un ramo di palma sopra la spalla, con una stella in alto a sinistra nel campo e la legenda 'ETO - KS BAС ΑΓΡΙ-ΠΠΑ (AGRIPPA)'.